# Vosbles
Vosbles is een plaats en voormalige gemeente in het Franse departement Jura in de regio Bourgogne-Franche-Comté en telt 104 inwoners (2009). De plaats maakt deel uit van het arrondissement Lons-le-Saunier

## Geschiedenis
Vosbles is op 1 januari 2018 gefuseerd met de gemeente Valfin-sur-Valouse tot de gemeente Vosbles-Valfin. 

## Geografie
De oppervlakte van Vosbles bedraagt 13,1 km², de bevolkingsdichtheid is dus 7,9 inwoners per km².
De onderstaande kaart toont de ligging van Vosbles met de belangrijkste infrastructuur en aangrenzende gemeenten.

## Demografie
Onderstaande figuur toont het verloop van het inwonertal.